# Psammitis rugosus
Psammitis rugosus is een spinnensoort uit de familie van de krabspinnen (Thomisidae).
De wetenschappelijke naam van de soort werd in 1964 als Xysticus rugosus gepubliceerd door Duncan J. Buckle & James H. Redner.